# Пёстрый скорпион
Пёстрый скорпион (лат. Mesobuthus eupeus) — вид скорпионов из семейства Buthidae.

## Описание
Длина тела 4—6 см в длину, самки крупнее самцов. Окраска жёлтая, жёлто-коричневая, нередко с поперечными полосами на мезосоме.

## Распространение
Вид распространён на Кавказе в северо-восточной Турции, Армении, Грузии, Азербайджане и России (Северная Осетия), а также в Западном Азербайджане и в Иране.
Ранее многих других представителей рода Mesobuthus рассматривали как подвиды пёстрого скорпиона, но в ходе пересмотра рода их статус повысили до видового, а к пёстрому скорпиону стали относить лишь популяции на Кавказе.

## Образ жизни
Населяют сухие ландшафты пустынь, полупустынь и предгорий. Питаются небольшими членистоногими.

## Опасность яда
Яд пёстрого скорпиона не так опасен для человека, как яд некоторых других представителей семейства Buthidae. Ужаленный пёстрым скорпионом человек ощущает боль, зуд и жжение, в месте ужаления возникает отёк и покраснение кожи. Некоторые компоненты яда предположительно могут быть использованы для лечения артритов и малярии.